# Saison 1 de Being Human
Chronologie
Saison 2
Cet article présente le guide des épisodes de la première saison de la série télévisée Being Human

## Distribution
- Sam Witwer (VF : Thomas Roditi) : Aidan McCollin
- Meaghan Rath (VF : Céline Mauge) : Sally Malik
- Sam Huntington (VF : Damien Witecka) : Josh Radcliff
- Sarah Allen (en) (VF : Nathalie Spitzer) : Rebecca Flynt (9 épisodes)
- Gianpaolo Venuta (en) (VF : Alexandre Gillet) : Danny Burge, ex-fiancé de Sally (10 épisodes)
- Mark Pellegrino (VF : Guillaume Lebon) : Bishop

### Acteurs récurrents et invités
- Vincent Leclerc (VF : Arnaud Arbessier) : Marcus Damnian (10 épisodes)
- Kristen Hager (VF : Sybille Tureau) : Nora Sargeant (8 épisodes)
- Angela Galuppo (en) (VF : Olivia Luccioni) : Bridget (8 épisodes)
- Alison Louder (VF : Aurélia Bruno) : Emily Levison, sœur de Josh (4 épisodes)
- Terry Kinney (VF : Guillaume Orsat) : Hegeman (3 épisodes)
- Andreas Apergis : Ray (2 épisodes)
- Jason Spevack (en) : Bernie (2 épisodes)
- Nathalie Breuer et Laurence Leboeuf : Celine (2 épisodes)
- Pat Kiely (VF : Donald Reignoux) : Nick Fenn, fantôme et ami de Sally (1 épisode)
- Ellen David : Ilana Myers (1 épisode)

## Épisodes

### Épisode 1:La Nouvelle Vie
- États-Unis /  Canada : 17 janvier 2011 sur Syfy / Space

### Épisode 2:Un cadeau emprisonné
- États-Unis : 24 janvier 2011 sur Syfy

### Épisode 3:Passer de l'autre côté
- États-Unis : 31 janvier 2011 sur Syfy

### Épisode 4:Ce serait pas merveilleux d'être humain
- États-Unis : 7 février 2011 sur Syfy

### Épisode 5:Vers un monde nouveau
- États-Unis : 14 février 2011 sur Syfy

### Épisode 6:Rendez-vous contrarié
- États-Unis : 21 février 2011 sur Syfy

### Épisode 7:La Vengeance de Marcus
- États-Unis : 28 février 2011 sur Syfy

### Épisode 8:Un nouvel ami
- États-Unis : 7 mars 2011 sur Syfy

### Épisode 9:Je veux que tu reviennes (d'entre les morts)
- États-Unis : 14 mars 2011 sur Syfy

### Épisode 10:Loup contre loup
- États-Unis : 21 mars 2011 sur Syfy

### Épisode 11:Dîner meurtrier
- États-Unis : 28 mars 2011 sur Syfy

### Épisode 12:Sally se venge
- États-Unis : 4 avril 2011 sur Syfy

### Épisode 13:Il est arrivé une chose bizarre au moment de te tuer
- États-Unis : 11 avril 2011 sur Syfy